# Rejon pristieński
Rejon pristieński (ros. Пристенский район) – jednostka administracyjna wchodząca w skład obwodu kurskiego w Rosji.
Centrum administracyjnym rejonu jest osiedle typu miejskiego Pristień.

## Geografia
Powierzchnia rejonu wynosi 1001,22 km².
Graniczy z rejonami: miedwieńskim, obojańskim, manturowskim, sołncewskim, a także z obwodem biełgorodzkim.
Główne rzeki to: Sejm i Płoska.

## Historia
Rejon powstał w roku 1935 jako rejon maryiński, a dzisiejszą nazwę otrzymał dopiero w 1959. W 1963 w wyniku reformy administracyjnej zlikwidowano go, a dwa lata później przywrócono w obecnych granicach.

## Demografia
W 2018 rejon zamieszkiwało 15 317 mieszkańców, z czego 7669 na terenach miejskich.

## Miejscowości
W skład rejonu wchodzi: 2 osiedla typu miejskiego, 18 sielsowietów i 67 wiejskich miejscowości.